# Eupogonius scutellaris
Eupogonius scutellaris är en skalbaggsart som beskrevs av Bates 1885. Eupogonius scutellaris ingår i släktet Eupogonius och familjen långhorningar.
Artens utbredningsområde är:
- Honduras.
- Panama.

Inga underarter finns listade i Catalogue of Life.